# الدندان
الدندان هي مدينة تونسية، وتقع في الضاحية الغربية للعاصمة التونسية. أما إداريا فهي تتبع ولاية منوبة. يبلغ عدد سكان الدندان حوالي 25.000 نسمة.

## وصلات خارجية
موقع بلدية الدندان